# Titus Mestrius Severus
Titus Mestrius Severus (vollständige Namensform Titus Mestrius Gai filius Aniensis Severus) war ein Angehöriger des römischen Ritterstandes (Eques).
Durch eine zwischen 71 und 130 n. Chr. datierte, für ihn aufgestellte Ehreninschrift, die in Ariminum gefunden wurde, ist belegt, dass Severus Tribun einer Kohorte römischer Bürger war. Laut John Spaul war er entweder Tribun der Cohors I Civium Romanorum oder der Cohors II Civium Romanorum. Severus war in der Tribus Aniensis eingeschrieben.